# Bienvenido Oliver
Bienvenido Oliver y Esteller (Catarroja, Valencia, el 2 de diciembre de 1836 - Madrid, 20 de marzo de 1912) fue un jurista e historiador español.

## Biografía

### Estudios Universitarios
En el año 1856 obtiene la licenciatura en filosofía y en 1858 la licenciatura en Derecho. Doctor en derecho en 1859, con la tesis Si los censos son de suyo perjudiciales, que se publicó en Madrid ese mismo año. Vicesecretario a la Audiencia de Barcelona. La Real Academia Valenciana de Legislación y Jurisprudencia le nombra vocal de la Junta Directiva en 1862, y la Real Academia de Buenas Letras de Barcelona le nombra académico en 1864. Tres años más tarde contrae matrimonio con Carmen Román y Díaz, y se traslada a vivir a Puerto Rico –patria de la esposa–, donde Oliver ejerce como abogado. Se publican en Barcelona sus Estudios históricos sobre el Derecho Civil de Cataluña.

### Letrado y Académico
En el año 1870 obtiene plaza de Letrado de la Dirección General del Registro de la Propiedad y del Notariado, y en ese mismo año, la Real Academia de la Historia le nombra académico correspondiente. En 1874 es nombrado subdirector general de los Registros y del Notariado. Su carrera administrativa culminará en el año 1899, con el nombramiento de director general, cargo en el que permanecerá hasta el mes de abril de 1901.

### Presidente y Vocal de comisiones redactoras de leyes
En el año 1876 es nombrado vocal, y luego presidente, de las comisiones redactoras de las Leyes Hipotecarias de Cuba y Puerto Rico; publica el primer tomo de su Historia del Derecho en Cataluña, Mallorca y Valencia; publica en la Revista General de Legislación y Jurisprudencia un extenso estudio titulado De la capacidad de las religiosas profesas consideradas individual y colectivamente para adquirir, retener y enajenar bienes raíces; al crearse la Institución Libre de Enseñanza, es nombrado profesor de ella: explica, sucesivamente, la asignaturas de derecho penal y derecho civil foral.

### Historia del Derecho en Cataluña, Mallorca y Valencia
Los tres últimos tomos de su Historia del Derecho en Cataluña, Mallorca y Valencia se publican en el 1881, año en que publica también, con un extenso vocabulario explicativo, el Libre de les Costums Generals escrites de la insigne ciutat de Tortosa (véase: Costumbres de Tortosa). Al año siguiente es elegido académico de número de la Real Academia de la Historia; lee el discurso de ingreso -La Nación y la Realeza en los Estados de la Corona de Aragón- a los dos años de la elección.

### Derecho Inmobiliario Español
En el campo jurídico, su obra más destacada es el Derecho Inmobiliario Español, la primera elaboración sistemática de esta rama del derecho. Se trata del volumen inicial -único publicado- de una obra más extensa, que, en su proyecto, se componía de cuatro partes: Introducción, La constitución del derecho de propiedad y demás derechos reales sobre inmuebles, La inscripción y El Registro de la Propiedad. Es el primer autor que concibe el derecho hipotecario como “un conjunto de instituciones dotadas de trabazón interna”; la doctrina anterior se limitaba a comentar el articulado de la ley hipotecaria. La obra está llena de opiniones muy controvertidas y polémicas, a la par que erráticas, sobre la eficacia de la inscripción, sobre la idea de publicidad, y sobre el principio de legalidad. Su condición de historiador hace que la exposición sobre la evolución de la publicidad y del Registro sea particularmente valiosa.

### Otros trabajos
A lo largo de su vida recibió Oliver encargos muy heterogéneos: redactar las capitulaciones matrimoniales de la Infanta María Teresa de Borbón y don Fernando de Baviera (1905); redactar la exposición de motivos del vigente Código de Comercio; representar a España, junto a Manuel Durán y Bas, en el Congreso Internacional de derecho mercantil celebrado en Amberes en 1885, y en el Congreso Internacional de derecho mercantil celebrado en Bruselas en 1888; el Gobierno de la República del Ecuador el encargó un dictamen sobre los límites territoriales de esa república con la del Ecuador, a lo que Oliver respondió con un escrito de cuatrocientas páginas en que analizaba el problema desde las perspectivas geopolítica, histórica y jurídica. 

### Derecho privado español delsigloXIX
A la vista de su obra de investigación y de sus tareas prelegislativas, Oliver aparece como uno de los más importantes constructores del derecho privado español del siglo XIX. Desde el punto de vista intelectual, confluyen en él tres grandes corrientes reformistas: el krausismo, el neotomismo y la Escuela histórica del derecho.

## Obras
- Si los censos son de suyo perjudiciales, Madrid, 1860
- Estudios históricos sobre el derecho civil en Cataluña, Barcelona, 1867
- Historia del derecho en Cataluña, Mallorca y Valencia, 4 tomos, Madrid, 1876 y 1881
- La Nación y la Realeza en los Estados de la Corona de Aragón, Madrid, 1884
- Des innovations introduites dans la législation de la lettre de change, billets á ordre et chêques por le nouveau Code de Commerce espagnol, Amberes 1885
- Los Tribunales especiales de comercio, Madrid, 1886
- La loi espagnole relative au comerçe maritime, traduite et mise en concordance avec les lois similaires allemande, belge, fraçaise, italienne et neerlandaise (en colaboración con Victor Jacobs y Lambert Riwerx), París, 1886
- Breve sumario del proyecto del Código Civil de Alemania y del Proyecto de Ley para su planteamiento, Madrid, 1889
- Derecho Inmobiliario Español, Madrid, 1892
- Bases para una legislación mercantil uniforme iberoamericana sobre abordajes y asistencias de naves mercantes en el mar, Madrid, 1892
- Las Cortes de los Antiguos Reinos de Aragón y Valencia y Principado de Cataluña (en colaboración con Fidel Fita), Madrid, 1901.